# Intraduzibilidade
Intraduzibilidade é a peculiaridade de um texto ou de uma expressão numa determinada língua para os quais não se pode encontrar um texto ou expressão equivalente em outra língua. 

## Esboço
Ao contrário da crença popular, as próprias  palavras não são traduzíveis ou intraduzíveis. São apenas palavras que são mais ou menos difíceis de se traduzir em função de sua natureza e da experiência do tradutor. 
Frequentemente, quando um texto ou enunciado é considerado como "intraduzível", a maior parte do tempo se trata de uma "lacuna", isto é, da ausência literal na língua-alvo duma palavra, duma expressão, dum estilo ou duma maneira de dizer da língua-de-origem.

## Procedimentos de tradução
Entre as maneiras de traduzir que um tradutor pode adotar a fim de preencher lacunas se encontram:
- O contexto (para somente algumas palavras numa frase).
- A equivalência (utilizada para expressões: ficar todo cheio de dedos; dobrar a língua).
- A tradução literal (a tradução palavra por palavra deve se terminar em uma frase que tenha um sentido): " j'ai laissé mon livre sur la table en bas" = deixei  meu livro na mesa em baixo.

### Adaptação
Uma adaptação, também chamada de « tradução livre », é um procedimento de tradução pelo qual o tradutor substitui a realidade social ou cultural do texto inicial por uma realidade correspondente no texto terminado. Esta nova realidade será mais adaptada ao público do texto traduzido.
Por exemplo, na tradução inglesa do desenho em quadrinhos belga, As Aventuras de Tintin e Milou, o companheiro canino de Tintin, Milou, se torna  Snowy; em holandês ele se chama Bobby. Da mesma maneira, os detetives Dupond e Dupont tornam-se Thomson e Thompson em inglês, Jansen e Janssen em holandês, Schultze e Schulze em alemão e assim por diante.
Quando o dramaturgo  canadense Michel Tremblay adaptou o drama de Gogol, (Le Revizor), como o rapaz de Québec, ele transpôs a ação do drama da Rússia para sua terra natal.
Encontramos frequentes casos de adaptação na tradução de poesias, obras teatrais e publicidade.

### Decalque
Um decalque linguístico ou calque consiste na tradução  literal  de uma palavra ou de uma expressão da língua originária, transpondo-se elementos de  expressão uma palavra atrás da outra.

### Compensação
Uma compensação é um  procedimento  de tradução pelo qual o tradutor contorna dificuldades estilísticas no texto inicial, introduzindo efeitos  de estilo em qualquer outro lugar no texto final.
Por exemplo, muitas línguas possuem duas formas de pronome na segunda pessoa: uma informal e uma formal (em francês, tu e vous, em espanhol, tú e Usted, em alemão, du e Sie, para dar somente estes exemplos). Em inglês, a distinção entre T(u)-V(ous) não mais existe, obrigando o tradutor a recorrer a uma compensação, seja utilizando um prenome ou um sobrenome, seja utilizando expressões sintáticas consideradas como informais em inglês (I'm, you're, gonna, dontcha, etc.)

### Empréstimo
Um empréstimo é um procedimento de tradução pelo qual o tradutor utiliza a mesma palavra ou expressão do texto original.
Um empréstimo escreve-se normalmente em itálico,  se ele não for considerado como tendo sido integrado na língua  para a qual foi traduzido.

## Perífrase
Uma perífrase é um procedimento de tradução por meio do qual o tradutor substitui uma palavra do texto inicial por  várias palavras ou por uma expressão, significando a mesma coisa na língua  para a qual o texto foi traduzido.

### Nota do tradutor
Uma nota do tradutor, abreviada em NDT, é uma nota que o tradutor acrescenta para fornecer alguma informação que ele considera útil sobre os limites da tradução, a cultura do texto inicial, ou qualquer outra informação.

## Sobre a intraduzibilidade da poesia  e dos trocadilhos
Dois campos onde os textos  mais se aproximam  da intraduzibilidade são a poesia e os trocadilhos: a poesia, pela importância que nelas representam as sonoridades (a rima) e os rítmos da língua original; os trocadilhos, pelo fato de que são intimamente ligados ao gênio da língua original.
Isto dito,  muitos procedimentos de tradução mencionados podem ser utilizados. Por exemplo, um tradutor pode introduzir um novo trocadilho em outro lugar do texto para « compensar » um trocadilho intraduzível.